# Tetraphleps bicuspis
Tetraphleps bicuspis ist eine Wanze aus der Familie der Blumenwanzen (Anthocoridae).

## Merkmale
Die Wanzen werden 3,2 bis 3,9 Millimeter lang. Sie können anhand dem vorderen Kragen und den zurückgebogenen Seiten des Pronotums, den komplett glänzenden Hemielytren und der kräftigen braunen Färbung (einschließlich der Hemielytren) erkennen. Der mittlere Teil des zweiten Fühlerglieds ist heller als die übrigen Fühler, die überwiegend dunkelbraun sind.

## Verbreitung und Lebensraum
Die Art ist in Europa nördlich von den Britischen Inseln und dem Süden Skandinaviens, östlich bis nach Sibirien und in die Mongolei verbreitet. In Mitteleuropa ist sie vor allem in der montanen Höhenstufe häufiger. In den Alpen steigt sie bis über 2000 Meter Seehöhe, im Tiefland ist sie nicht so häufig und kommt nur lokal vor.

## Lebensweise
Die Tiere leben an Nadelbäumen und sollen auf Fichten (Picea), Tannen (Abies) und Kiefern (Pinus) vorkommen, in Deutschland sind sie aber nur an Europäischer Lärche (Larix decidua) nachgewiesen. Sie ernähren sich räuberisch von Blattläusen der Gattungen Cinara und Lachnus sowie von Fransenflüglern und kleinen Schmetterlingsraupen. Die Überwinterung erfolgt als Imago unter Rindenschuppen. Die Weibchen legen ihre Eier von Mai bis Juni ab. Die Nymphen findet man vom Juni bis August, ab August kann man die Imagines der neuen Generation antreffen. Pro Jahr wird eine Generation ausgebildet.

## Belege